# Panamerikanische Spiele 2019/Leichtathletik – Stabhochsprung der Männer

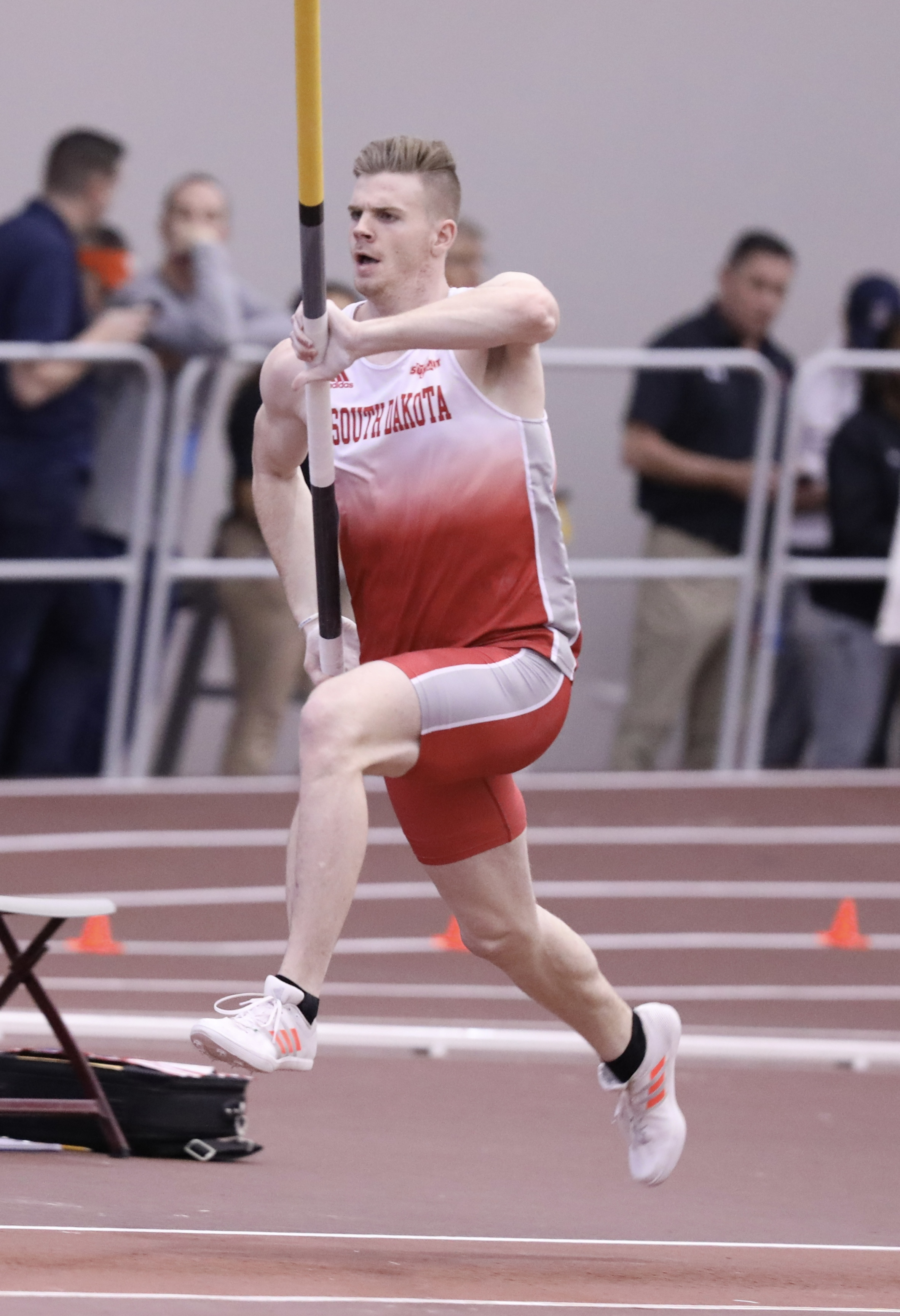
Der Sieger Christopher Nilsen (2018)

Der Stabhochsprung der Männer bei den Panamerikanischen Spielen 2019 fand am 10. August im Villa Deportiva Nacional in der peruanischen Hauptstadt Lima statt.
Elf Stabhochspringer aus neun Ländern nahmen an dem Wettbewerb teil. Die Goldmedaille gewann Christopher Nilsen mit 5,76 m, Silber ging an Augusto Dutra mit 5,71 m und die Bronzemedaille gewann Clayton Fritsch mit 5,61 m.

## Rekorde
Vor dem Wettbewerb galten folgende Rekorde:
| Weltrekord        | Renaud Lavillenie | 6,16 m | Donezk, Ukraine                                | 15. Februar 2014 |
| Rekord der Spiele | Lázaro Borges     | 5,80 m | Panamerikanische Spiele in Duadalajara, Mexiko | 28. Oktober 2011 |

## Ergebnis
10. August 2019, 14:20 Uhr
| Platz        | Athlet                 | Land               | 5,01 | 5,16 | 5,31 | 5,41 | 5,51 | 5,61 | 5,71 | 5,76 | 5,81 | Höhe (m) |
| ------------ | ---------------------- | ------------------ | ---- | ---- | ---- | ---- | ---- | ---- | ---- | ---- | ---- | -------- |
|              | Christopher Nilsen     | Vereinigte Staaten | –    | –    | o    | –    | o    | o    | o    | xxo  | xxx  | 5,76     |
|              | Augusto Dutra          | Brasilien          | –    | –    | –    | –    | xo   | xxo  | xo   | –    | xxx  | 5,71     |
|              | Clayton Fritsch        | Vereinigte Staaten | –    | –    | xo   | o    | o    | xxo  | xxx  |      |      | 5,61     |
| 4            | Thiago Braz            | Brasilien          | –    | –    | –    | –    | xo   | xxx  |      |      |      | 5,51     |
| 5            | Germán Chiaraviglio    | Argentinien        | –    | –    | xo   | o    | xo   | xxx  |      |      |      | 5,51     |
| 6            | José Pacho             | Ecuador            | –    | xo   | xo   | o    | xxx  |      |      |      |      | 5,41     |
| 7            | Dyander Pacho          | Ecuador            | o    | o    | o    | xxx  |      |      |      |      |      | 5,31 PB  |
| 8            | Jorge Luna             | Mexiko             | –    | o    | xxo  | xxx  |      |      |      |      |      | 5,31     |
| 9            | Andy Hernández Pedroso | Kuba               | –    | o    | xxx  |      |      |      |      |      |      | 5,16     |
| 10           | Lázaro Borges          | Kuba               | –    | xo   | xxx  |      |      |      |      |      |      | 5,16     |
| 10           | Walter Viáfara         | Kolumbien          | –    | xo   | xxx  |      |      |      |      |      |      | 5,16     |
|              | Antonia Ruiz Dobbs     | Mexiko             | –    | xxx  |      |      |      |      |      |      |      | NM       |
| Natán Rivera | El Salvador            | xxr                |      |      |      |      |      |      |      |      | NM   |          |

Zeichenerklärung: – = Höhe ausgelassen, x = Fehlversuch, o = Höhe übersprungen, r = Aufgabe (retired)